# Thermalito
Thermalito és una concentració de població designada pel cens dels Estats Units a l'estat de Califòrnia. Segons el cens del 2009 tenia 6.396 habitants.

## Demografia
Segons el cens del 2000, Thermalito tenia 6.045 habitants, 2.143 habitatges, i 1.508 famílies. La densitat de població era de 181,8 habitants/km².
Dels 2.143 habitatges en un 30,2% hi vivien nens de menys de 18 anys, en un 50,4% hi vivien parelles casades, en un 14,7% dones solteres, i en un 29,6% no eren unitats familiars. En el 24,4% dels habitatges hi vivien persones soles l'11,6% de les quals corresponia a persones de 65 anys o més que vivien soles. El nombre mitjà de persones vivint en cada habitatge era de 2,79 i el nombre mitjà de persones que vivien en cada família era de 3,31.
Per edats la població es repartia de la següent manera: un 30,1% tenia menys de 18 anys, un 7,4% entre 18 i 24, un 23,4% entre 25 i 44, un 23,8% de 45 a 60 i un 15,3% 65 anys o més.
L'edat mediana era de 37 anys. Per cada 100 dones de 18 o més anys hi havia 91,3 homes.
La renda mediana per habitatge era de 26.760 $ i la renda mediana per família de 29.388 $. Els homes tenien una renda mediana de 31.123 $ mentre que les dones 24.208 $. La renda per capita de la població era d'11.819 $. Entorn del 20,2% de les famílies i el 27,9% de la població estaven per davall del llindar de pobresa.

## Poblacions més properes
El següent diagrama mostra les poblacions més properes.